# Stazione di Bersabea Centro
La stazione di Bersabea Centro è una stazione ferroviaria, capolinea meridionale della ferrovia Lidda-Bersabea, situata nel centro di Bersabea, in Israele.